# Nolana adansonii
Nolana adansonii ist eine Pflanzenart aus der Gattung Nolana in der Familie der Nachtschattengewächse (Solanaceae).

## Beschreibung
Nolana adansonii ist ein Strauch mit gebogenen Stängeln, der bereits als einjährige Pflanze blüht und bis auf vereinzelte Papillen unbehaart ist. Die Laubblätter haben 5 bis 7 mm lange Blattstiele, die oft deutlich stängelumgreifend sind. Die Blattspreite ist flach, nierenförmig-herzförmig oder nahezu herzförmig, an der Spitze abgerundet, meist 8 bis 9 mm breit und nicht ganz so lang.
Die 2 bis 3 mm langen Blütenstiele stehen zur Blütezeit aufrecht, können an der Frucht jedoch auch gebogen-abstehend sein. Der Kelch ist glockenförmig, etwa 5 mm lang und an der Frucht auf etwa 7 mm verlängert. Die leicht ungleich langen, eiförmig-langgestreckten Kelchzipfel sind stark abgestumpft, leicht bewimpert und nahezu so lang wie die Kelchröhre. Die Krone ist blau gefärbt, etwa 1,5 cm lang und zur Spitze hin kaum aufgeweitet. Die Staubfäden sind leicht ungleich lang.
Die Sammelfrucht besteht aus 15 bis 20 nahezu kugelförmigen Nüsschen, die in zwei bis drei Reihen auf dem festen und derben Fruchtknotenwulst stehen und etwa die Hälfte des Blütenbodens ausmachen. Die oberen zwei bis fünf Nüsschen haben einen Durchmesser von 1,5 bis 2 mm, die restlichen von etwa 1 mm.

## Vorkommen und Systematik
Die Art kommt in Peru vor. Phylogenetische Untersuchungen ergaben, dass die Art innerhalb der Gattung am nächsten mit Nolana arenicola (ebenfalls aus Peru) und Nolana galapagensis (von den Galápagos-Inseln) verwandt ist. Diese Arten bilden eine monophyletische Klade.